# 803 Піка
803 Піка (803 Picka) — астероїд головного поясу, відкритий 21 березня 1915 року.
Тіссеранів параметр щодо Юпітера — 3,174.